# Opération Villages Roumains
Opération Villages Roumains (abreviată ca OVR) este o organizație civilă francofonă fondată la Bruxelles în 1988 ca răspuns la distrugerea satului românesc și iminenta catastrofă umanitară cauzată de regimul neostalinist al lui Ceaușescu.

## Istorie
Nicolae Ceaușescu a devenit prim-secretar al Partidul Comunist Român în 1965 și președinte al Consiliului de Stat în 1967. Prin înlocuirea cadrelor locale și întărirea legăturilor economice cu Occidentul, distanțandu-se în același timp de sovietici, și-a consolidat puterea atât în străinătate, cât și în țară până în 1971, și a început să creeze și să implementeze un plan cuprinzător de amenajare a teritoriului numit „sistematizare” care vizează creșterea urbanizării. Aceasta a însemnat, pe de o parte, umflarea populației urbane și reconstrucția centrelor istorice ale orașelor, pe de altă parte, crearea de centre agroindustriale și distrugerea satelor declarate neviabile, acestea din urmă fiind cunoscute sub numele de „Distrugerea satului românesc”. Planul a ajuns în faza de implementare în principal în orașe, unde multe clădiri tradiționale au fost distruse, oamenii au fost mutați în ansambluri de locuințe, iar construcția de case unifamiliale a fost interzisă. Implementarea părții din plan care afectează satele a fost anunțată de Ceaușescu la 29 aprilie 1988, iar în forma sa finală a fost implementată în perioada de atunci de cca. El și-a stabilit ca obiectiv eliminarea a 7.000 din cele 13.000 de sate ale României. Baza ideologică a planului a fost punctul de vedere al lui Friedrich Engels privind eliminarea diviziunii urban-rural.

## Activitate
Asociația a fost înființată la 22 septembrie 1988 la Bruxelles cu scopul de a proteja satele românești de lichidarea intelectualilor români. protest împotriva distrugerii satelor. Planul era simplu: așezările vest-europene au stabilit relații de înfrățire cu satele românești care erau sortite lichidării. Ca urmare a mișcării, așezările vest-europene au stabilit relații bilaterale cu aproximativ 4.000 de sate românești. Ei au susținut și intelectualii români critici la adresa guvernului. Toate acestea au contribuit la încetinirea implementării distrugerii satului (motivul principal pentru care, însă, a fost starea catastrofală a economiei românești).
Cum sărăcia din zonele rurale ale româniei a continuat să se manifeste și după Revoluția Română, a fost creat un program cuprinzător de solidaritate: alimente, îmbrăcăminte, rechizite școlare și medicale au fost trimise în satele românești. Acest lucru a făcut posibilă cunoașterea și consolidarea legăturilor. Între ianuarie și iunie 1990, au fost trimise donații în valoare de aproximativ 80 de milioane de ECU, ceea ce a fost suficient pentru a supraviețui, dacă nu pentru a rezolva problemele.
Din iunie 1990, pe măsură ce situația de urgență s-a atenuat oarecum, obiectivele asociației s-au schimbat, iar programele au fost dezvoltate în principal pentru promovarea dezvoltării durabile. În același timp, au fost lansate programe comune pentru a rezolva probleme cuprinzătoare precum traficul de persoane și protecția naturii și a mediului.
Unul dintre succesele importante ale asociației a fost rețeaua de turism rural (Rețea Turistică) dezvoltată cu implicarea locuințelor private, care a oferit o nouă sursă de venit pentru săteni. În prezent, aproximativ 30 de municipalități din România sunt membre ale Rețea Turistică.
Aniversarea a 20 de ani a asociației a fost sărbătorită la București cu participarea Academiei Române de Științe, a Institutului Cultural Român, a Muzeului Satului Român și a ambasadorilor țărilor participante la program. La evenimentul de închidere, românii au cerut continuarea și sprijinirea programului în următoarele domenii:
- evoluții locale, în special îmbunătățirea alimentării cu apă potabilă și a asistenței medicale
- cursuri de formare legate de managementul decontărilor și funcționarea asociațiilor
- sprijin și schimb de experiență în exploatarea resurselor locale și conservarea patrimoniului cultural rural
- păstrarea memoriei perioadei de dinaintea schimbării regimului
- stabilirea de relații trilaterale care implică țări vecine (ex. Moldova) și mai îndepărtate (africane, asiatice, sud-americane).

Asociația și-a extins activitățile și în alte țări (în primul rând Republica Moldova).